# Episodi di Coupling (quarta stagione)
La quarta stagione della serie televisiva Coupling, composta da sei episodi, andò in onda nel Regno Unito tra il 10 maggio e il 14 giugno 2004, mentre in Italia andò in onda nello stesso anno.
| n° | Titolo originale        | Titolo italiano | Prima TV UK    | Prima TV Italia |
| -- | ----------------------- | --------------- | -------------- | --------------- |
| 1  | Nine and a Half Minutes | Punti di vista  | 10 maggio 2004 | 2004            |
| 2  | Night Lines             | Linea notturna  | 17 maggio 2004 | 2004            |
| 3  | Bed Time                | Effetto notte   | 24 maggio 2004 | 2004            |
| 4  | Circus of Epidurals     | Epidurale Show  | 31 maggio 2004 | 2004            |
| 5  | The Naked Living Room   | La stanza nuda  | 7 giugno 2004  | 2004            |
| 6  | Nine and a Half Months  | Effetto bebè    | 14 giugno 2004 | 2004            |